# Lipske nowizny a wšitkizny
Lipske nowizny a wšitkizny (sorbisch für Leipziger Neuigkeiten und Allgemeinheiten) war eine der ersten sorbischen Publikationen, die vermutlich jedoch nur zweimal erschien. Die Veröffentlichung erfolgte in Leipzig an der dortigen Universität.
Im Jahr 1766 gaben Mitglieder der Wendischen Predigergesellschaft zu Leipzig anlässlich des 50. Gründungstages, noch handschriftlich, die Zeitung heraus. Die Ausgaben behandelten politische und allgemeine Nachrichten sowie religiöse Texte.